# Verein Unabhängiger Sozialisten
Der Verein Unabhängiger Sozialisten war eine politische Organisation im Deutschen Reich von 1891 bis 1894. Sie bestand vor allem aus oppositionellen ehemaligen Mitgliedern der Sozialdemokratischen Partei Deutschlands (SPD).

## Geschichte

### Vorgeschichte
Seit 1890 durfte die SPD nach der Aufhebung der Sozialistengesetze wieder offiziell tätig sein.
Auf dem Erfurter Parteitag im Oktober 1891 kam es zu Auseinandersetzungen um deren weitere politische Orientierung. Dabei wurden die sogenannten Jungen mit ihren Forderungen nach einer revolutionären Umgestaltung der Gesellschaft beiseite gedrängt, einige wurden ausgeschlossen.

### Gründung
Am 20. Oktober 1891 bildete sich eine Siebener Kommission, die die Gründung des Vereins Unabhängiger Sozialisten vorbereiten sollte. Am 8. November erfolgte die Gründung in Berlin mit etwa 5000 Teilnehmern. Am 14. November erschien ein Manifest der unabhängigen Sozialisten in der Berliner Volks-Tribüne. Am 15. November wurde die erste Ausgabe der eigenen Zeitschrift Der Sozialist herausgegeben.
Führende Vertreter waren linke Literaten wie Bruno Wille, Paul Kampffmeyer, Hermann Teistler, Paul Ernst und Max Schippel. Ihre Ziele waren vor allem eine Verbesserung der Lebenssituation der Arbeiter mit deren Beteiligung zu erreichen. Dazu gehörten auch bessere kulturelle und Bildungsangebote. Die Mitglieder des Vereins Unabhängiger Sozialisten lehnte eine zu große Anpassung der SPD-Führung  an das parlamentarische bürgerliche System, sowie zu starke hierarchische Machtverhältnisse innerhalb der Partei ab.
Die größte Vereinsgruppe bestand in Berlin, daneben gab es kleinere in Magdeburg, Frankfurt am Main und weiteren Städten.

### Weitere Entwicklung
Es kam bald zu Meinungsverschiedenheiten über die inhaltliche Ausrichtung zwischen anarchistisch und revolutionär-sozialistisch orientierten Mitgliedern. Nach der Übernahme der Redaktion der Vereinszeitschrift Der Sozialist durch Gustav Landauer 1893 setzten sich die anarchistischen Inhalte durch. Die meisten revolutionär-sozialistischen Mitglieder verließen daraufhin den Verein in Berlin und traten teilweise wieder in die SPD ein.
1894 wurde der Verein Unabhängiger Sozialisten offiziell aus dem Vereinsregister gestrichen.